# Ériu
W Dalriadzie i mitologii celtyckiej Ériu lub Éri była uosobieniem Irlandii i córką Fiachy mac Delbaith, mitycznego króla Irlandii. Od jej imienia pochodzi nazwa "Irlandia" (irl. Éire).
Była Boginią Suwerenności. Ona i jej dwie siostry o imionach Fodla i Banba, tworzyły ważną trójkę bogiń, w której Ériu reprezentowała aspekt dziewiczy i duchowy. Wyszła za mąż za MacGreine, jednego z trzech braci, którzy byli poślubieni z jej siostrami. Do niej przybyli Milezjanie, rzucając jej wyzwanie. Długo i zawzięcie walczyła o Irlandię, wygrywając bitwę, ale przegrywając walkę o wyspę. Aby ją uhonorować, Milezjanie nazwali Irlandię od jej imienia.